# Dixie D'amelio
Dixie Jane D'amelio (sinh ngày 12 tháng 8 năm 2001) là ca sĩ, TikToker nổi tiếng người Hoa Kỳ.